# Santa Maria in Traspontina (titre cardinalice)
Le titre cardinalice de Santa Maria in Traspontina a été institué le 13 avril 1587 par le pape Sixte V dans la constitution apostolique Religiosa.

## Titulaires
- Juan Hurtado de Mendoza (1589-1592)
- Francisco de Toledo, S.J (1593-1596)
- Lorenzo Priuli (1596-1600)
- Erminio Valenti (1604-1618)
- Alessandro Ludovisi, futur pape Grégoire XV (1618-1621)
- Ludovico Ludovisi (1621-1623)
- Federico Baldissera Bartolomeo Cornaro (1626-1627)
- Vacance (1627-1634)
- Cesare Monti (1634-1650)
- Giacomo Corradi (1652-1666)
- Giannicolò Conti (1666-1691)
- Vacance (1691-1696)
- Giuseppe Sacripante (1696-1721)
- Luis Antonio Belluga y Moncada (1721-1726)
- Giuseppe Accoramboni (1728-1740)
- Marcello Crescenzi (1743-1768)
- Vacance (1768-1776)
- Guido Calcagnini (1776-1803)
- Vacance (1803-1816)
- Francesco Saverio Castiglioni, futur pape Pie VIII (1816-1821)
- Anne Louis Henri de La Fare (1823-1829)
- Vacance (1829-1835)
- Placido Maria Tadini, O.C.D (1835-1847)
- Giuseppe Cosenza (1850-1863)
- Gustave-Adolphe de Hohenlohe-Schillingsfürst (1866-1879)
- Gaetano Alimonda (1879-1891)
- Fulco Luigi Ruffo-Scilla (1891-1895)
- Camillo Mazzella, S.J (1896-1897)
- José María Martín de Herrera y de la Iglesia (1898-1922)
- Giovanni Battista Nasalli Rocca di Corneliano (1923-1952)
- Giacomo Lercaro (1953-1976)
- Gerald Emmett Carter (1979-2003)
- Marc Ouellet, C.S.S.P (2003-2018),  titre épiscopal pro hac vice (2018- )[1]